# Lytton Strachey

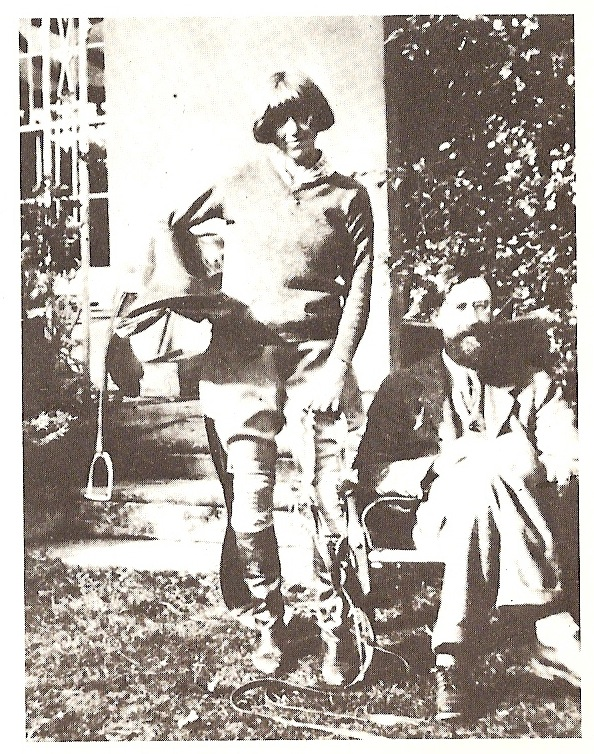
Lytton Strachey junto a Dora Carrington.

Giles Lytton Strachey (Londres, 1 de marzo de 1880 - Ham, Wiltshire, 21 de enero de 1932) fue un escritor y biógrafo inglés, miembro del Círculo de Bloomsbury.

## Biografía
Fue el undécimo de los trece hijos de los aristócratas sir Richard Strachey, teniente general del ejército colonial, y Jane Maria Grant, una activa sufragista. Uno de sus hermanos, James Strachey, fue un destacado psicoanalista y traductor al inglés de las obras de Sigmund Freud. Después de haber empezado a estudiar historia en Liverpool, ingresó en el Trinity College de Cambridge (1899-1905), especializándose en literatura francesa, y frecuentó el grupo de los llamados Apóstoles; de ahí pasó al londinense Círculo de Bloomsbury, donde intimó con el filósofo George Edward Moore, el economista John Maynard Keynes y el editor Leonard Woolf. Allí conoció a su gran amiga, la pìntora Dora Carrington, que se enamoró de él pese a que Lytton no podía corresponderle a causa de su homosexualidad, y al escritor Gerald Brenan.
Se dedicaba por entonces a ejercer la crítica literaria en The Spectator. Pacifista, fue declarado pintorescamente inútil para el servicio militar cuando estalló la I Guerra Mundial. Se fue inclinando al género de la biografía, en el que llegó a destacar como un maestro, pero del que se valió sobre todo para satirizar la moral hipócrita y las conductas intolerantes de la Inglaterra victoriana; sin embargo escribió primero Hitos en la literatura francesa (Landmarks in French Literature, 1912), y luego sus celebérrimos Victorianos eminentes (Eminent Victorians, 1918), colección de cuatro semblanzas de destacados héroes de la generación anterior: el católico cardenal Manning, la famosa enfermera Florence Nightingale, el pedagogo y humanista director del Colegio de Rugby Thomas Arnold y el maniático general Charles Gordon, que pereció en el asedio de Jartum. 
El estilo irónico e irreverente que adoptó hacia esas venerables figuras forjó una nueva manera de escribir biografías, donde importaba más la índole del personaje, el detalle revelador de su personalidad, que la acumulación documental de minucias históricas poco significativas. Su obra maestra en el género es su biografía de La reina Victoria (Queen Victoria, 1921), pero también compuso algunas biografías más, como Isabel y Essex, y algunas piezas narrativas, como Ermyntrude y Esmeralda, una novelita epistolar donde dos damas victorianas de clase alta intercambian cartas informándose sobre sus mutuos descubrimientos en torno al sexo. Escribió también dos ensayos donde trataba la problemática homosexual que permanecieron inéditos en vida: Noches Árabes, sobre la historia de un rey que se enamora de un joven pastor, y una defensa de la homosexualidad. A principios de 1931 empezó a padecer algo que terminó siendo cáncer de estómago, cuando vivía con Dora Carrington; fallecido el 21 de enero de 1932, la pintora no pudo superar esta desgracia y se suicidó. 
La vida de Lytton Strachey ha sido minuciosamente investigada y reconstruida por el biógrafo Michael Holroyd (1994) y sus Letters / Cartas han sido impresas recientemente por Paul Levy (2005).

## Cine
La relación entre Lytton Strachey y Dora Carrington fue llevada al cine en la película de 1995 Carrington, escrita y dirigida por el británico Christopher Hampton y protagonizada por Jonathan Pryce en el papel de Strachey y Emma Thompson en el papel de Carrington.

## Obras

### Prosa
- Landmarks in French Literature (1912)
- Eminent Victorians: Cardinal Manning, Florence Nightingale, Dr. Arnold, General Gordon (1918)
- Queen Victoria (1921)
- Books and Characters (1922)
- Elizabeth and Essex: A Tragic History (1928)
- Portraits in Miniature and Other Essays (1931)
- Characters and Commentaries (ed. James Strachey, 1933)
- Spectatorial Essays (ed. James Strachey, 1964)
- Ermyntrude and Esmeralda (1969)
- Lytton Strachey by Himself: A Self Portrait (ed. Michael Holroyd, 1971)
- The Really Interesting Question and Other Papers (ed. Paul Levy, 1972)
- The Shorter Strachey (ed. Michael Holroyd and Paul Levy, 1980)
- The Letters of Lytton Strachey (ed. Paul Levy, 2005) ISBN 0-670-89112-6

### Versos
- Ely: an Ode (escritos en el Trinity College)

- Datos: Q540427
- Multimedia: Lytton Strachey / Q540427